# Bataille de Montaigu (16 septembre 1793)
Pour les articles homonymes, voir Bataille de Montaigu.
Guerre de Vendée
Batailles
La première bataille de Montaigu a lieu lors de la guerre de Vendée initiale. Après avoir pris Legé sans combattre, les Républicains rattrapent les Vendéens à Montaigu le 16 septembre 1793 et les mettent en déroute. Ils prennent ensuite Clisson le lendemain.

## Prise de Legé par les républicains
Le 14 septembre, les républicains de l'armée de Mayence et de l'armée des côtes de Brest poursuivent leurs succès en Vendée. Couëtus a été battu la veille, près de Saint-Jean-de-Corcoué, tandis que Lyrot est repoussé aux Sorinières par Beysser qui occupe ensuite Machecoul. Des milliers de réfugiés convergent sur Legé, quartier-général du général vendéen Charette. Celui-ci se sait désavantagé par le désordre et la panique qui ont gagné les civils et de nombreux soldats. À l'aube du 14 septembre, alors que les républicains sont en approche, il fait mine d'accepter le combat et déploie sa cavalerie. Il couvre la fuite de son infanterie et des civils pendant que les républicains prennent position, puis se retire à son tour, laissant Legé totalement abandonnée. La division du général Kléber entre la première dans la ville et y délivre 1 200 prisonniers patriotes, militaires et civils, qui y étaient emprisonnés. Le général Beysser arrive peu après et ses troupes mettent la ville au pillage.

## Déroulement
Les républicains se mettent en marche sur trois colonnes pour attaquer Montaigu. La première, commandée par le général Aubert-Dubayet, part de Rocheservière. La deuxième, sous les ordres de Kléber, la flanque sur la gauche en partant de Remouillé. Sur le flanc droit, la troisième colonne commandée par Beysser, forte de 6 000 hommes, doit partir de Mormaison.
Le 15 septembre, au soir, la colonne de Beysser arrive la première en vue de Montaigu. Le combat s'engage le lendemain matin malgré une forte pluie. Les Vendéens se portent à la rencontre des républicains et la fusillade commence près du bourg de Saint-Georges-de-Montaigu. Les belligérants s'affrontent pendant plusieurs heures dans un combat de tirailleurs.
De son côté, parti à sept heures du matin de Remouillé, Kléber est retardé par un accident de son train d'artillerie, mais il arrive à son tour à Montaigu. La vue de cette seconde colonne provoque la panique des Vendéens qui se débandent en direction de Clisson. La cavalerie de Bouin de Marigny se lance alors à leur poursuite et sabre de nombreux fuyards.
Kléber entend profiter de la déroute demande au représentant Turreau l'autorisation de foncer sur Clisson. Malgré l'avis favorable du représentant il se heurte au général Beysser qui estime ses troupes trop épuisées pour continuer la marche. Les républicains restent alors à Montaigu et la ville, désertée par ses habitants, est pillée par les troupes républicaines. Selon les mémoires de Kléber, le général Beysser y prend lui-même part.
Au soir, la colonne de Beysser reste à Montaigu, tandis que celle de Kléber regagne Remouillé et que celle de Dubayet, qui n'a pas vu le combat, rétrograde sur Rocheservière.

## Pertes
Du côté des républicains, les pertes sont assez légères. Dans ses mémoires, Kléber écrit que sa colonne n'a perdu qu'un officier tué et quatre hommes blessés, dont un officier. Les pertes de Beysser sont plus importantes, sa colonne ayant combattu plus longuement. L'officier vendéen Pierre-Suzanne Lucas de La Championnière mentionne notamment dans ses mémoires l'action d'une dizaine de hussards, tués après s'être jetés au milieu de l'armée royaliste.
Côté vendéen, les pertes sont bien plus lourdes, particulièrement lors de la déroute. Kléber écrit qu'il vit le faubourg de Montaigu « jonché de cadavres des rebelles ». D'après Lucas de La Championnière, au moins 600 hommes « tombèrent sous le fer des cavaliers ».
Selon l'almanach historique de 1793, le combat fait 7 morts et 50 blessés chez les républicains et 1 500 tués chez "les Brigands".

## Prise de Clisson par les républicains
Le lendemain, 17 septembre, les brigades de Kléber et Beaupuy se mettent en route sur Clisson qui est prise sans combat, les républicains n'y trouvent que quelques femmes qui les acclament.